# Grand Prix Monaka 1994
Grand Prix Monaka 1994 byla 4. závodem sezóny 1994, který se konal 15. května 1994 na městském okruhu v Monte Carlu. Nehody v Imole při Grand Prix San Marina, dva týdny před monackým závodem, vrhl stín i na Grand Prix Monaka. Tragické události při kterých přišli o život Roland Ratzenberger a Ayrton Senna rozpoutali masovou mediální hysterii a napomohla tomu i vážná nehoda hned v úvodu čtvrtečního tréninku, kdy těžce havaroval Karl Wendlinger , kterého z vozu vyprostili v hlubokém bezvědomí. Tým Sauber Mercedes jehož byl Karl Wendlinger členem, stáhl z tréninku i druhý vůz a odcestoval zpět do Švýcarska.
Sobotní kvalifikace se odehrávala v režii dvou největších favoritů Michaela Schumachera a Miki Häkkinena. Pole positions nakonec vybojoval Michael Schumacher (Benetton), druhý byl Mika Häkkinen (McLaren), třetí Gerhard Berger (Ferrari), čtvrtý Damon Hill (Williams). Frank Williams se rozhodl do závodu nasadit pouze jeden vůz, uctil tak památku zesnulého Ayrtona Senny.
První dvě místa na startovním roštu Grand Prix Monaka 1994 byla prázdná a byly do nich namalovány rakouská a brazilská vlajka na počest Rolanda Ratzenbergera a Ayrtona Senny, kteří při předchozím závodě zahynuli. Před závodem se také držela minuta ticha. Start se nejlépe podařil Schumacherovi, kterého následoval Häkkinen. Výborně odstartoval také Damon Hill a dostal se před Bergera. Před zatáčkou Saint Dévote Damon kolidoval s Häkkinenem, do kolize se připletli ještě Gianni Morbidelli a Pierluigi Martini. V čele závodu si pozici upevnil Schumacher a nepustil jí až do konce závodu.

## Výsledky
- 15. květen 1994
- Okruh Monte Carlo
- 78 kol x 3.328 km = 259.584 km
- 552. Grand Prix
- 6. vítězství Michaela Schumachera
- 11. vítězství pro Benetton
- 9. vítězství pro Německo
- 76. vítězství pro vůz se startovním číslem 5

| Pozice | Jezdec               | Vůz            | Čas         |
| ------ | -------------------- | -------------- | ----------- |
| 1      | Michael Schumacher   | Benetton B194  | 1:49'55.372 |
| 2      | Martin Brundle       | McLaren MP4/9  | á 0:37,278  |
| 3      | Gerhard Berger       | Ferrari 412T1  | á 1:16,824  |
| 4      | Andrea de Cesaris    | Jordan 194     | á 1 kolo    |
| 5      | Jean Alesi           | Ferrari 412T1  | á 1 kolo    |
| 6      | Michele Alboreto     | Minardi M193B  | á 1 kolo    |
| 7      | J J Lehto            | Benetton B194  | á 1 kolo    |
| 8      | Olivier Beretta      | Larrousse LH94 | á 2 kola    |
| 9      | Olivier Panis        | Ligier JS39B   | á 2 kola    |
| 10     | Érik Comas           | Larrousse LH94 | á 3 kola    |
| 11     | Pedro Lamy           | Lotus 107C     | á 5 kol     |
| Kolo   | Odstoupili           | -              | Příčina     |
| 68     | Johnny Herbert       | Lotus 107C     | Převodovka  |
| 53     | Paul Belmondo        | Pacific PR01   | Nevolnost   |
| 49     | Bertrand Gachot      | Pacific PR01   | Převodovka  |
| 47     | Christian Fittipaldi | Footwork FA15  | Převodovka  |
| 31     | David Brabham        | Simtek S941    | Kolize      |
| 40     | Mark Blundell        | Tyrrell 022    | Motor       |
| 38     | Ukyo Katayama        | Tyrrell 022    | Převodovka  |
| 34     | Éric Bernard         | Ligier JS39B   | Mimo trať   |
| 27     | Rubens Barrichello   | Jordan 194     | Elektronika |
| 0      | Mika Häkkinen        | McLaren MP4/9  | Nehoda      |
| 0      | Damon Hill           | Williams FW16  | Nehoda      |
| 0      | Gianni Morbidelli    | Footwork FA15  | Nehoda      |
| 0      | Pierluigi Martini    | Minardi M193B  | Nehoda      |

Nestartovali:
- Karl Wendlinger – Sauber C13 – Nehoda – jezdec v bezvědomí
- Heinz-Harald Frentzen – Sauber C13 – Nenastoupil do závodu po havárii Wendlingera

### Nejrychlejší kolo
Michael Schumacher - Benetton B194- 1'21.076
- 10. nejrychlejší kolo Michaela Schumachera
- 17. nejrychlejší kolo pro Benetton
- 14. nejrychlejší kolo pro Německo
- 54. nejrychlejší kolo pro vůz se startovním číslem 5

### Vedení v závodě
| Kola          | km         | Jezdec             | %    |
| 1. – 78. kolo | 259.584 km | Michael Schumacher | 100% |
| ------------- | ---------- | ------------------ | ---- |

| Michael Schumacher |
| ------------------ |

### Postavení na startu
Michael Schumacher - Benetton B194- 1'18.560
- 1. Pole position Michael Schumacher
- 3. Pole position pro Benetton
- 2. Pole position pro Německo
- 70. Pole position pro vůz se startovním číslem 5

- První dvě místa na startovním roštu Grand Prix Monaka 1994 byla prázdná a byly do nich namalovány rakouská a brazilská vlajka na počest Rolanda Ratzenbergera a Ayrtona Senny, kteří při předchozím závodě zahynuli. Před závodem se také držela minuta ticha.

| *  | *                                      | *  | *                                    |
| -- | -------------------------------------- | -- | ------------------------------------ |
|    |                                        | 1  |                                      |
| 2  |                                        |    |                                      |
|    |                                        | 3  | Michael Schumacher Benetton 1'18.560 |
| 4  | Mika Häkkinen McLaren 1'19.488         |    |                                      |
|    |                                        | 5  | Gerhard Berger Ferrari 1'19.958      |
| 6  | Damon Hill Williams 1'20.079           |    |                                      |
|    |                                        | 7  | Jean Alesi Ferrari 1'20.452          |
| 8  | Christian Fittipaldi Footwork 1'21.053 |    |                                      |
|    |                                        | 9  | Gianni Morbidelli Footwork 1'21.189  |
| 10 | Martin Brundle McLaren 1'21.222        |    |                                      |
|    |                                        | 11 | Pierluigi Martini Minardi 1'21.288   |
| 12 | Mark Blundell Tyrrell 1'21.614         |    |                                      |
|    |                                        | 13 | Ukyo Katayama Tyrrell 1'21.731       |
| 14 | Michele Alboreto Minardi 1'21.793      |    |                                      |
|    |                                        | 15 | Érik Comas Larrousse 1'22.211        |
| 16 | Andrea de Cesaris Jordan 1'22.265      |    |                                      |
|    |                                        | 17 | Rubens Barrichello Jordan 1'22.359   |
| 18 | Johnny Herbert Lotus 1'22.375          |    |                                      |
|    |                                        | 19 | J J Lehto Benetton 1'22.679          |
| 20 | Olivier Beretta Larrousse 1'23.025     |    |                                      |
|    |                                        | 21 | Pedro Lamy Lotus 1'23.858            |
| 22 | Olivier Panis Ligier 1'24.131          |    |                                      |
|    |                                        | 23 | Éric Bernard Ligier 1'24.377         |
| 24 | David Brabham Simtek 1'24.656          |    |                                      |
|    |                                        | 25 | Bertrand Gachot Pacific 1'26.082     |
| 26 | Paul Belmondo Pacific 1'29.984         |    |                                      |

### Zajímavosti
- Michael Schumacher získal první Chelem.
- Rubens Barrichello startoval v 20 GP

| Pole position      | Vítězství          | Nej. kolo          |
| Německo            | Německo            | Německo            |
| Michael Schumacher | Michael Schumacher | Michael Schumacher |
| Benetton B194      | Benetton B194      | Benetton B194      |
| 1'18.560           | 1:49'55.372        | 1'21.076           |
| 152.505 km/h       | 141.691 km/h       | 147.772 km/h       |
| ------------------ | ------------------ | ------------------ |

### Stav MS
- GP – body získané v této Grand Prix

| *  | Jezdec                | Body | GP | * | Vůz       | Body | GP | * | Stát           | Body | GP |
| -- | --------------------- | ---- | -- | - | --------- | ---- | -- | - | -------------- | ---- | -- |
| 1  | Michael Schumacher    | 40   | 10 | 1 | Benetton  | 40   | 10 | 1 | Německo        | 42   | 10 |
| 2  | Gerhard Berger        | 10   | 4  | 2 | Ferrari   | 22   | 6  | 2 | Rakousko       | 14   | 4  |
| 3  | Damon Hill            | 7    | -  | 3 | McLaren   | 10   | 6  | 3 | Velká Británie | 13   | 6  |
| 4  | Rubens Barrichello    | 7    | -  | 4 | Jordan    | 10   | 3  | 4 | Brazílie       | 10   | -  |
| 5  | Martin Brundle        | 6    | 6  | 5 | Williams  | 7    | -  | 5 | Itálie         | 10   | 4  |
| 6  | Nicola Larini         | 6    | -  | 6 | Sauber    | 6    | -  | 6 | Francie        | 7    | 2  |
| 7  | Jean Alesi            | 6    | 2  | 7 | Tyrrell   | 4    | -  | 7 | Finsko         | 4    | -  |
| 8  | Mika Häkkinen         | 4    | -  | 8 | Footwork  | 3    | -  | 8 | Japonsko       | 4    | -  |
| 9  | Karl Wendlinger       | 4    | -  | 9 | Minardi   | 1    | 1  |   |                |      |    |
| 10 | Ukyo Katayama         | 4    | -  |   | Larrousse | 1    | -  |   |                |      |    |
| 11 | Christian Fittipaldi  | 3    | -  |   |           |      |    |   |                |      |    |
| 12 | Andrea de Cesaris     | 3    | 3  |   |           |      |    |   |                |      |    |
| 13 | Heinz-Harald Frentzen | 2    | -  |   |           |      |    |   |                |      |    |
| 14 | Érik Comas            | 1    | -  |   |           |      |    |   |                |      |    |
| 15 | Michele Alboreto      | 1    | 1  |   |           |      |    |   |                |      |    |